# Парламентские выборы в Италии (1886)
Всеобщие парламентские выборы 1886 года прошли 23 (первый тур) и 30 мая (второй тур). На них были выбраны 508 членов Палаты депутатов Королевства Италия. 
Победителем выборов стала правящая либеральная партия «Левая», представлявшая итальянскую буржуазию., получив почти 58 % мест в парламенте. Премьер-министр Агостино Депретис остался при власти. Оппозиционные партии — «Правую» и «Крайне левую» — возглавляли маркиз Антонио Старабба и поэт Феличе Каваллотти соответственно.
Активность избирателей по сравнению с предыдущими выборами несколько снизилась. В голосовании приняли участие 1 415 801 человек из 2 420 327 имевших право голоса (население Италии на тот момент составляло около 30 млн), таким образом явка составила 58,50 %.

## Результаты выборов
| Партия                            | Оригинальное название  | Голоса    | %     | Места |
| --------------------------------- | ---------------------- | --------- | ----- | ----- |
| «Левая»                           | итал. Sinistra         | 562 427   | 40,2  | 292   |
| «Правая»                          | итал. Destra           | 314 791   | 22,5  | 145   |
| «Крайне левая»                    | итал. Estrema sinistra | 72 752    | 5,2   | 45    |
| Другие кандидаты                  |                        | 449 102   | 32,1  | 26    |
| Недействительные голоса           |                        | 16 729    | -     | -     |
| Всего                             |                        | 1 415 801 | 100   | 508   |
| Зарегистрировано избирателей/Явка |                        | 2 420 327 | 58,50 |       |